# 오렐 망갈라
오렐 존슨 망갈라(프랑스어: Orel Johnson Mangala, 1998년 3월 18일 ~ )는 벨기에의 축구 선수이다. 그의 포지션은 미드필더로, 현재 잉글랜드 프리미어리그의 에버턴에서 활약하고 있다.

## 클럽 경력
2017년 6월 9일, 망갈라는 VfB 슈투트가르트와 4년 계약을 맺었다. 2018년 8월 8일, 망갈라는 시즌이 끝날 때까지 완전 영입 옵션 없이 함부르거 SV로 임대되었다.
2021년 4월 9일, 망갈라는 VfB 슈투트가르트와 2024년 6월까지 계약을 연장했다.
2022년 7월 31일, 망갈라는 비공개 이적료에 프리미어리그의 노팅엄 포리스트로 이적하였다.

## 국가대표팀 경력
망갈라는 2021년 3월에 벨기에 성인 대표팀에 소집되었다.

## 사생활
망갈라는 콩고 민주 공화국 혈통이다.

## 수상 내역
벨기에 U-17
- FIFA U-17 월드컵 3위: 2015[11][12]